# Marcel Van Driessche
Marcel Van Driessche (Zele, 24 juli 1925 – aldaar, 28 mei 2012) was een Belgische kunstschilder.

## Biografie
Marcel Van Driessche volgde een opleiding aan de Koninklijke Academie voor Schone Kunsten Dendermonde (1954-1960) en aan het Nationaal Hoger Instituut voor Schone Kunsten Antwerpen, nu H.I.S. K (1960-1965), waar hij laureaat werd. Hij realiseerde onder meer bezielde landschappen, lentes, figuren, naakten en stillevens die zinderen van intens leven.
Uit de pers: "M.V.D. is een modern kleurexpressionist die het fauvisme en het expressionisme van Latem een persoonlijk cachet heeft gegeven: zijn werk staat tussen het neo-expressionisme en Cobra." Hij gaf een maximale intensiteit aan kleur en vorm.
Hij was van 1970 tot 1990 leraar aan de Koninklijke Academie voor Schone Kunsten Dendermonde.

## Prijzen en onderscheidingen
- 1956: geselecteerd voor de Provinciale Prijs van Oost-Vlaanderen voor schilderkunst
- 1960: De Gouden Stadsmedaille van Dendermonde
- 1962: Prijs Verrept
- 1963: "Een Sinjoor" Prijs van de Club der XII
- 1964: "Prijs van de Prins" Club der XII
- 1964: Tweede prijs Campo Antwerpen
- 1965: "Prijs der Solidariteit" Club der XII
- 1965: Prijs Laurent Meeus
- 1965: Laureaat van het Nationaal Hoger Instituut voor Schone Kunsten Antwerpen
- 1968: Eerste prijs De Vuyst Lokeren
- 1974: Ridder in de Orde van Leopold II
- 1982: Geselecteerd voor de Gaverprijs Waregem
- 1982: Geselecteerd voor Rotary Dendermonde onder voorzitterschap van Jan  Hoet
- 2017: postuum: bronzen borstbeeld aan de rand van park Peeters in Zele

## Tentoonstellingen
- 1963: Lokeren, Galerij Geertrui
- 1963: Eindhoven, Nederland, Stadsschouwburg
- 1963: Antwerpen, Kunstkamer
- 1964: Antwerpen, BP Building
- 1965: Lokeren, Galerij De Vuyst
- 1966: Mechelen, Galerij Nova
- 1967: Hamme, Gemeentelijke feestzaal
- 1967: St.Niklaas, Galerij Venetia
- 1968: Duffel, Galerij De Pelikaan
- 1968: Mechelen, Cultureel Centrum
- 1968: Antwerpen, Galerij Campo
- 1969: Gent, Galerij Vincke Van Eyck
- 1969: Brussel, Cultureel Centrum Caryatide
- 1970: Bornem, Het Landhuis
- 1970: St.Martens Latem, Galerij Pieters
- 1970: Brussel, Galerij Ado
- 1971: Wezembeek-Oppem, Het Teken
- 1971: St.Niklaas, Galerij Waumans
- 1972: Heist op den Berg, Galerij Mylene
- 1972: Oostende, Standaard Galerij
- 1972: Kortrijk, Standaard Galerij
- 1973: Blankenberge, Stadsgalerij
- 1973: Antwerpen, Standaard Galerij
- 1973: Mortsel, Galerij La Mano
- 1974: Middelkerke, Galerij Tscep Vol Wonders
- 1974: Antwerpen, Pado
- 1975: Zele, De Muzeval
- 1982: Waregem, Galerij Da Vinci
- 1983: Waasmunster, Gemeentelijke Galerij
- 1985: Gent, Galerie 85
- 1990: Dendermonde, Stadhuis
- 1992: Waasmunster, Kasteel Blauwendael
- 1992: St.Amands a.d. Schelde, Vlaamse Galerij
- 2000: Berlare, Kunstgalerij in het Cultureel Centrum
- 2003: Lebbeke, Kunstveiling "Kom Op Tegen Kanker"
- 2013: Aardenburg, Nederland, "Week van de Kunst"
- 2013: Zele, Davidsfonds
- 2015: Eeklo, MAP, "Een kijk in de wereld van Marcel Van Driessche"
- 2015: Aardenburg, Nederland, "Zomerkunsten"
- 2016: Zele, Davidsfonds: tentoonstelling en boekvoorstelling "Het kleurenpalet van Marcel Van Driessche"
- 2017: Hamme, idCollectief Kunstkring, "Tussen hoefblad en fluitenkruid"
- 2019: Zele, Kunstgallerij De Rode Loper,"Zijn naakten & collages"
- 2022: Zele. Kunstgalerie De Rode Loper
- 2022: Dendermonde, retrospectieve tentoonstelling zaal 't sestich
- 2022: Kemzeke, jubileumtentoonstelling Verbeke Foundation
- 2023: Lede, ´t Hof Te Puttens
- 2023: Hamme, idCollectief Kunstkring, "De pot en ik"
- 2023: Waasmunster, de koolputten,kunstforum, "Het kind in de kunst "
- 2023: Hamme, idCollectief Kunstkring,  " Licht, lucht en water"
- 2023: Zele, erfgoedmuseum: Zot van kermis
- 2023: Zele, groepstentoonstelling  Were Di
- 2023: Dendermonde, zaal ´t Sestich, de wunderkammer.
- 2024: Waasmunster, tree time kasteel Blauwendael
- 2024: Zele,  bibliotheek
- 2025: Hamme, HAMM'ART kunst onderweg deel III Het bewustzijn van een kamer
- 2025: Waasmunster, De koolputten : papier als medium : affiches, collages en assamblages
- 2025: Zele: Henri Van Daele centrum : Jan Praet zaal: Huldetentoonstelling Marcel Van Driessche "Verwondering door kleuren" en artistieke fotografie van zijn zoon Frans

## Vermeldingen in literatuur
- Schilder & Beeldhouwkunst in Vlaanderen na 1945 door Dr.H.Dierickx
- Catalogus Galerij Nova, tentoonstellingsseizoen 1965-1966, pagina's 97, 98, 99,100.
- NHISK Antwerpen eeuwfeest 1885/1985 professoren,  p. 70
- De Dendermondse koninklijke academie voor Schone Kunsten van toen tot nu  22 . 12 . 90 - 06 .  01 . 91 pagina 4, pagina 60 en pagina 61
- De Dendermondse schilderschool door Jean-Pierre De Bruyn
- De Dendermondse School doorheen Twee Eeuwen Kunstacademie 1800-2000 door Dr.JP De Bruyne en Dr.Aimé Stroobants
- Biografisch woordenboek der Belgische kunstenaars van 1830 tot 1970 Arto 1979
- Kunstwerken verworven door de Staat 1980-1981
- Kunstagenda 1988
- Paul Piron de Belgische beeldende kunstenaars uit de 19de en 20ste eeuw L-Z.
- Biografisch lexicon plastische kunst in België Arto 2000 K-Z
- 50 tinten Zeel. Verhalen van Mensen van bij ons door Mark De Block
- "Het kleurenpalet van Marcel Van Driessche" door Jolien De Ridder e.a. september 2016
- "De Durme van Tielt tot Tielrode." door Verstraeten André 2018 tweede druk
- Heem-en oudheidkundige kring Zele jaarboek nr.47 2016 p.43 en p.44
- Heem-en oudheidkundige kring Zele  jaarboek nr. 49 2018 p.185
- Erfgoed  Zele  jaarboek 54-2023 p.58, p.59 p.60 en p.62.
- "Het kleurenpalet van Marcel Van Driessche" door Jolien De Ridder e.a. tweede druk maart 2019
- Gezinnen XL 2 Zeelse kroostrijke gezinnen tussen 1900 en 2021 Frank Coene, Mark De Block, p. 352 en p. 263.
- "collages en assemblage" n.a.v. jubileumtentoonstelling vijftien jaar Verbeke Foundation 2022
- "Het kleurenpalet van Marcel Van Driessche " door Jolien De Ridder e.a. derde druk augustus 2023

## Kunstwerken aangekocht door
- Kroonprins Naif bin Abdulaziz Alsaud van Saoudi Arabië in 1965
- De Belgische Staat in 1980
- Gemeentebestuur Zele in 1981
- Stadsbestuur Dendermonde in 1991

## Kunstwerken in bezit van
- Verbeke Foundation 2021